# Panserbasse
Panserbasse er en dansk film fra 1936, instrueret og skrevet af Alice O'Fredericks og Lau Lauritzen jun

## Medvirkende
- Ib Schønberg
- Connie Meiling
- Arthur Jensen
- Lis Smed
- Ellen Jansø
- Aage Fønss
- Gunnar Lauring
- Karen Lykkehus